# Melanerpes
Melanerpes is een geslacht van de vogels van de onderfamilie Picinae, uit de familie van de spechten (Picidae). Het zijn kleine tot middelgrote spechten, de meeste soorten zijn opvallend gekleurd. 

## Leefwijze
De meeste soorten zijn gespecialiseerd in het foerageren op in hout en in bomen levende insecten, maar ze eten ook zaden, vruchten en bessen. Een paar soorten voeden zich alleen met vruchten en ander plantaardig materiaal.
Alle soorten zijn holenbroeders. De holen hakken ze uit in dood hout of in zwaar beschadigde bomen, palmbomen en  reuzencactussen. Buiten de broedtijd leven de meeste soorten in familieverband of in gemengde groepen met andere soorten bosvogels.

## Verspreiding
Het verspreidingsgebied strekt zich uit van het noorden van Noord-Amerika tot het midden van Zuid-Amerika. Ze komen voor in min of meer open boslandschappen. Een paar soorten zijn endemisch op de grote eilanden in het Caraibisch gebied.
De vogelsoorten die in het noorden broeden, trekken 's winters  naar het zuiden. Er zijn ook enkele soorten die niet sterk plaatsgebonden zijn en soms plotseling gaan zwerven en zich gedragen als invasiegasten.

## Soorten
Het geslacht kent de volgende soorten:
- Melanerpes aurifrons – Goudvoorhoofdspecht
  - M. a. santacruzi – Velasquez' specht
- Melanerpes cactorum – Cactusspecht
- Melanerpes candidus – Witte specht
- Melanerpes carolinus – Roodbuikspecht
- Melanerpes chrysauchen – Goudnekspecht
- Melanerpes chrysogenys – Goudwangspecht
- Melanerpes cruentatus – Geelbrauwspecht
- Melanerpes erythrocephalus – Roodkopspecht
- Melanerpes flavifrons – Goudmaskerspecht
- Melanerpes formicivorus – Eikelspecht
- Melanerpes herminieri – Guadeloupespecht
- Melanerpes hoffmannii – Hoffmanns specht
- Melanerpes hypopolius – Grijskeelspecht
- Melanerpes lewis – Lewis' specht
- Melanerpes portoricensis – Puerto-Ricospecht
- Melanerpes pucherani – Zwartwangspecht
- Melanerpes pulcher – Prachtspecht
- Melanerpes pygmaeus – Yucatánspecht
- Melanerpes radiolatus – Jamaicaspecht
- Melanerpes rubricapillus – Roodkruinspecht
- Melanerpes striatus – Hispaniolaspecht
- Melanerpes superciliaris – Bahamaspecht
- Melanerpes uropygialis – Gilaspecht